# Stenalia oligocenica
Stenalia oligocenica is een keversoort uit de familie spartelkevers (Mordellidae). De wetenschappelijke naam van de soort is voor het eerst geldig gepubliceerd in 1985 door Nel.